# Héctor Miguel Cabrejos Vidarte

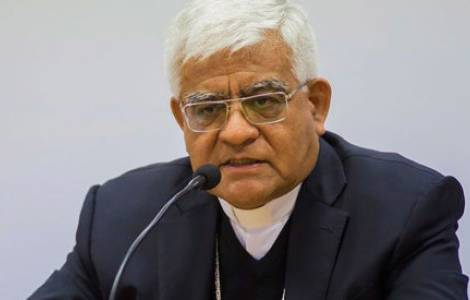
Héctor Miguel Cabrejos Vidarte, 2019

Héctor Miguel Cabrejos Vidarte OFM (* 5. Juli 1948 in Chota) ist ein peruanischer Ordensgeistlicher und emeritierter römisch-katholischer Erzbischof von Trujillo.

## Leben
Héctor Miguel Cabrejos Vidarte trat der Ordensgemeinschaft der Franziskaner bei, legte am 29. Juni 1974 die ewige Profess ab und empfing am 7. Dezember 1974 die Priesterweihe.
Papst Johannes Paul II. ernannte ihn am 20. Juni 1988 zum Weihbischof in Lima und Titularbischof von Belesasa. Die Bischofsweihe spendete ihm der Erzbischof von Lima, Juan Kardinal Landázuri Ricketts OFM, am 7. August desselben Jahres; Mitkonsekratoren waren Erzbischof Luigi Dossena, Apostolischer Nuntius in Peru, und Federico Richter Fernandez-Prada OFM, Erzbischof von Ayacucho o Huamanga.
Am 6. Februar 1996 wurde er zum Militärbischof von Peru ernannt. Auf seinen Titularsitz Belesasa verzichtete er am 7. März 1998 gemäß den neuen Vergaberichtlinien der römischen Kurie. Am 29. Juli 1999 wurde er zum Erzbischof von Trujillo ernannt. Von Januar 2006 bis zum Januar 2012 und von Januar 2018 bis zum Januar 2025 war er Vorsitzender der peruanischen Bischofskonferenz (Conferencia Episcopal Peruana).
2019 wurde er für die Amtszeit bis 2023 zum Präsidenten des Lateinamerikanischen Bischofsrates (CELAM) gewählt.
Am 11. Februar 2025 nahm Papst Franziskus seinen altersbedingten Rücktritt an.